# Les Angles, Gard
Les Angles este o comună în departamentul Gard din sudul Franței. În 2009 avea o populație de 8.263 de locuitori.

## Evoluția populației
| An        | 1975  | 1982  | 1990  | 1999  | 2006  | 2009  |
| --------- | ----- | ----- | ----- | ----- | ----- | ----- |
| Populație | 4.582 | 5.570 | 6.838 | 7.578 | 8.115 | 8.263 |